# Ernest Cashel
Pour les articles homonymes, voir Cashel.

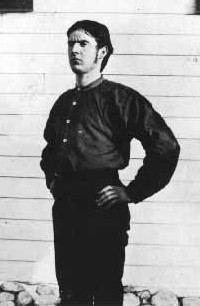
Cashel en 1903

Ernest Cashel (né en 1882 et mort le 2 février 1904) est un hors-la-loi américain émigré au Canada. Il est surtout connu pour s'être échappé à maintes reprises de captivité.

## Jeunesse aux États-Unis et fuite au Canada
Cashel est né au Nebraska en 1882. Il quitte le foyer familial à l'âge de 14 ans et devient rapidement hors-la-loi. Il est arrêté et mis en prison deux fois et s'échappe les deux fois. Fugitif aux États-Unis, il traverse le Wyoming et le Montana pour franchir la frontière canadienne et se rendre en Alberta. Il y travaille dans un ranch.
En 1902, Cashel est arrêté pour fabrication de faux après avoir tenté de passer un faux chèque. Alors qu'il est transporté en train, il échappe à ses gardiens en sautant par la fenêtre des toilettes.
Plusieurs semaines plus tard, le 19 novembre, un homme signale aux autorités que son beau-frère Isaac Rufus Belt est porté manquant à son ranch situé à l'est de Lacombe. Lors de l'enquête, les autorités découvrent qu'un jeune homme nommé Bert Elesworth résidait au ranch de Belt lors de la disparition de ce dernier. D'après la description donnée de Elesworth, la police déduit que l'homme en question est Cashel et part à sa recherche. Il est retrouvé en périphérie de Calgary, portant les vêtements de Belt et ayant plusieurs autres possessions de ce dernier, dont 50$ de gold certificate américains. Cashel est arrêté pour vol de cheval et ne pourra pas être accusé de meurtre faute de corps. Il est condamné à 3 ans de prison.

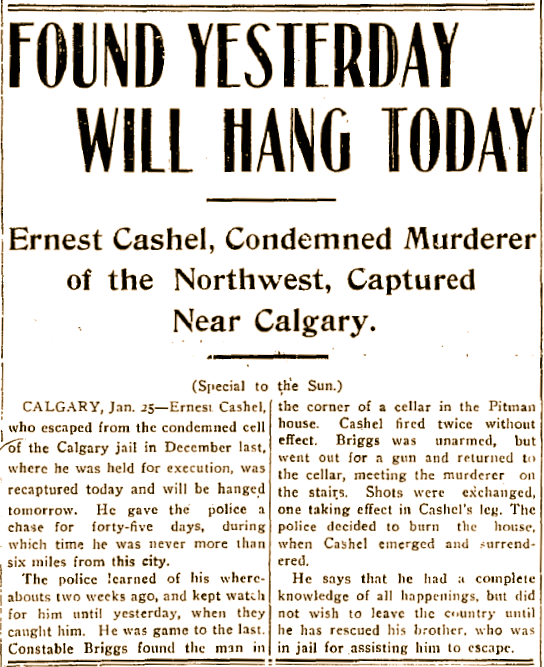
Un article sur Cashel trouvé au Yukon

Le 20 juillet 1903, un fermier retrouve dans une rivière le corps en décomposition de Belt. L'« autopsie » révèle que ce dernier est mort d'un coup de feu à la poitrine. La balle retrouvée a le même calibre et est du même type que celles du fusil de Cashel. Ce dernier, qui purge sa peine au pénitencier de Stony Mountain (en), est ramené à Calgary pour y être jugé du meurtre de Belt. Le procès se déroule du 19 au 27 octobre, alors que Cashel est reconnu coupable et condamné à la mort par pendaison. L'exécution est prévue pour le 15 décembre. En raison de son historique d'évasions, il est gardé dans une cellule spéciale, à l'écart des autres détenus et située dans le coin d'une grande salle afin que tous puissent le voir.

## Évasion

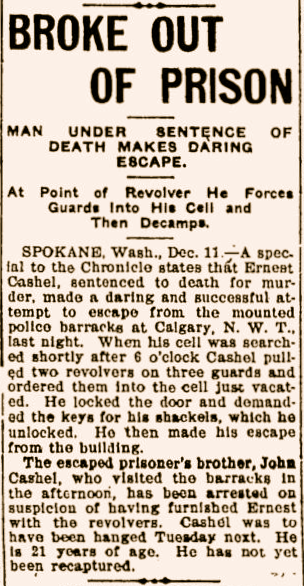
Journal rapportant l'évasion de Cashel.

Le frère de Cashel, John, visite ce dernier presque tous les jours. Le 10 décembre, il arrive comme d'habitude et, pleurant et prétendant vouloir dire adieu à son frère Ernest, s'approche des barreaux. Il passe à travers ceux-ci deux revolvers chargés à Ernest, qui les cache. Lors du changement de gardes de nuit, Cashel sort les armes et ordonne aux trois gardes dans la salle de se désarmer et d'ouvrir sa cellule. Il les enchaîne dans cette dernière et quitte l'édifice.
John Cashel avait laissé non loin un cheval à son frère pour que ce dernier puisse s'échapper, mais l'animal est effrayé par l'arrivée d'Ernest et fuit après s'être échappé. Ernest Cashel se réfugie pour la nuit chez une connaissance de Calgary
Le lendemain, le cheval est retrouvé par les autorités. John Cashel avouera son rôle dans l'évasion de son frère et sera condamné plus tard à 2 ans de prison. Les trois gardes sont renvoyés pour manquement à leur devoir.

## Chasse à l'homme et capture

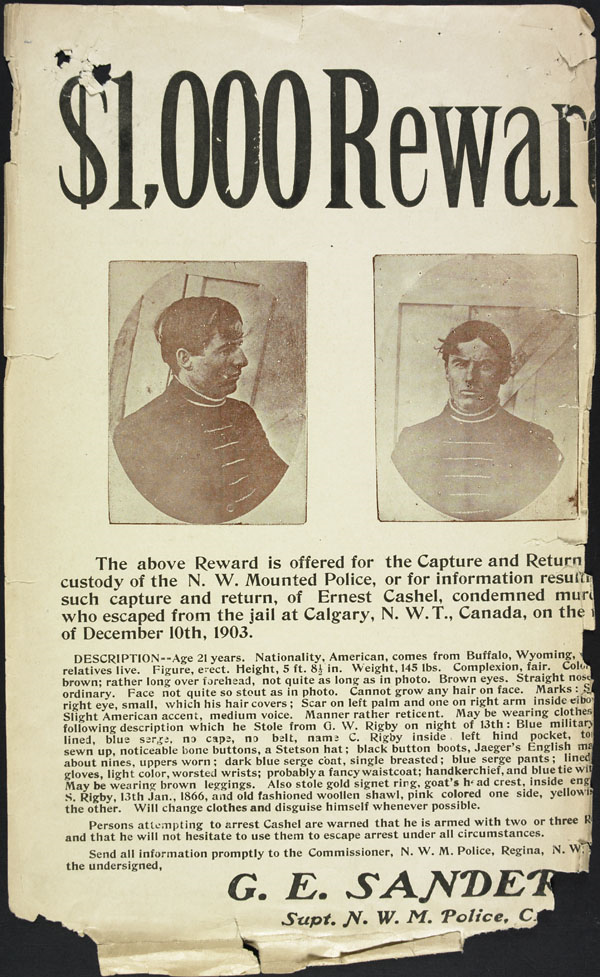
Avis de recherche de Cashel.

À la suite de l'évasion de Cashel, on organise une vaste chasse à l'homme. Des signalements sont envoyés de tous les coins de la province de l'Alberta et la plupart d'entre eux mènent à de fausses pistes. Le manque de nourriture et le besoin de logis mènent Cashel à s'introduire dans plusieurs maisons et à forcer ses occupants à lui donner nourriture et vêtements. Cela aide les autorités à retracer son parcours. Plus tard, on a appris que Cashel suivait la progression de la police en lisant les journaux.
Le 24 janvier 1904, la police reçoit une information affirmant que Cashel se cache dans la cave d'une maison d'une ferme en périphérie de Calgary. Un fort contingent policier est envoyé pour arrêter l'homme. Cashel est au sous-sol et s'y barricade après des échanges de coups de feu où il est atteint au pied.
Les autorités encerclent la maison et décident de mettre le feu à cette dernière pour forcer Cashel à sortir. Alors que le feu est allumé, Cashel affirme qu'il va se donner la mort et, peu de temps après, un coup de feu est entendu. La police met le feu quand même et peu de temps après, Cashel affirme qu'il va se rendre si on lui promet de ne pas lui tirer dessus. Une entente est passée et Cashel lance ses armes à l'extérieur avant de se rendre.

## Exécution

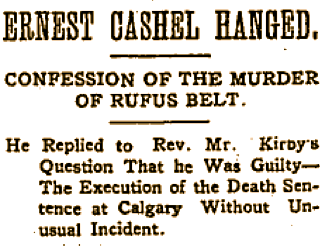
Reportage sur l'exécution d'Ernest Cashel dans The Globe and Mail.

Cashel est capturé et emprisonné dans la même cellule d'où il s'était échappé quelque 45 jours plus tôt. Il affirme qu'il se serait enfui aux États-Unis, mais qu'il demeurait dans les environs de Calgary dans l'espoir de faire échapper son frère. Ramené en cour, une nouvelle date d'exécution est fixée rapidement.
Ernest Cashel est pendu le 2 février 1904 à la caserne de la police montée du Nord-Ouest de Calgary. Il est enterré dans une tombe anonyme dans le carré des indigents du Calgary's Union Cemetery.